# Очі, сповнені гніву
«Очі, сповнені гніву» — дебютний альбом гурту Сокира Перуна, виданий у 1998 році.
З моменту свого виходу багато разів перевидавався.

## Зміст
1. Останній Крок
2. Українська Вендета
3. WP Skinheads
4. R.A.C.
5. Український патріот
6. Не згасне полум’я слави
7. Народжений перемагати
8. Сокира Перуна
9. Залишайся білим
10. Бій триває
11. Очі, сповнені гніву

## Інше
- Тексти пісень